# Yukon Quest

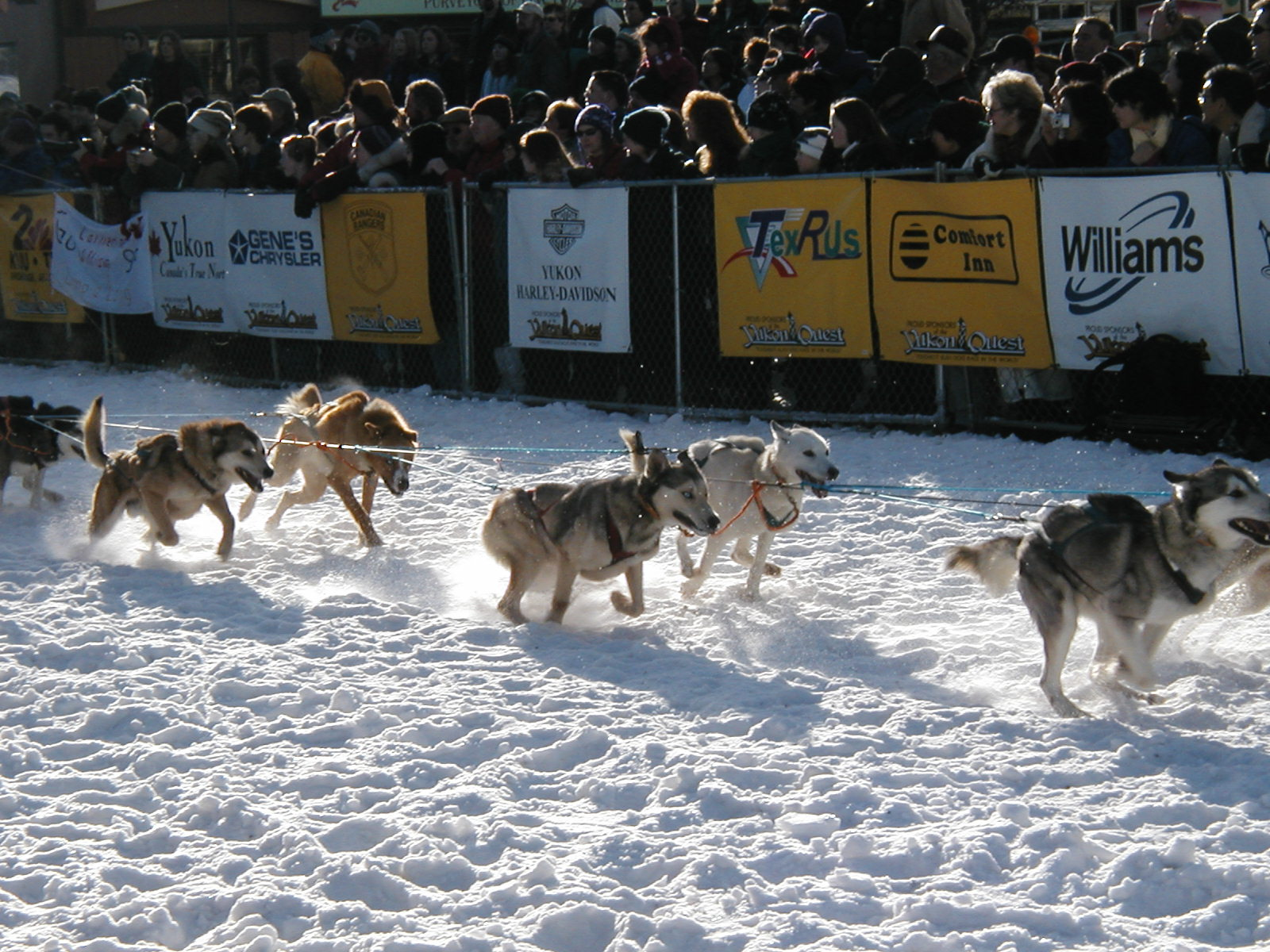
Start do wyścigu Yukon Quest w Whitehorse 9 lutego 2003 roku

Trasa wyścigu

Yukon Quest – tysiącmilowy międzynarodowy wyścig psich zaprzęgów odbywający się corocznie w lutym, w Ameryce Północnej. W latach parzystych wyścig prowadzi z Fairbanks na Alasce do Whitehorse w kanadyjskim Terytorium Jukon, a w latach nieparzystych uczestnicy podążają w przeciwnym kierunku. Yukon Quest jest uznany za najtrudniejszy i najniebezpieczniejszy wyścig psich zaprzęgów na świecie.
Maszerzy i zaprzęgi składające się z 10-14 psów pokonują historyczną trasę gorączki złota nad Klondike. Uczestnicy nie mogą korzystać z żadnej pomocy z wyjątkiem pomocy w mieście Dawson City, które jest w połowie drogi między startem a metą, na sanie zabierając cały ekwipunek potrzebny do przeżycia i wyżywienia siebie i psów. 
Pierwszym maszerem, który wygrał Yukon Quest był w 1984 roku Sonny Lindner, rekord szybkości w pokonaniu trasy należy do Lance'a Mackeya (10 dni, 2 godziny, 37 minut) - jest on też jedną z dwóch osób które zwyciężyły w tym rajdzie trzykrotnie i jedynym człowiekiem, który w jednym roku wygrał Iditarod i Yukon Quest. Pierwszą kobietą, która zwyciężyła w Yukon Quest, była w 2000 roku Aliy Zirkle. 